# كنتروصور
الكنتروصور (Kentrosaurus) هو جنس من الديناصورات الستيجوصورية عاش خلال الچوراسي المتأخر في تنزانيا. النوع النمطي هو (K. aethiopicus)، وصفه وقام بتسميته الإحاثي الألماني إدوين هينيج سنة 1915. غالبًا ما يُعتقَد أنه عضو «بدائي» من الستيجوصوريا.
تم العثور على حفريات الكنتروصور فقط في تكوين تنداجورو، الذي يعود إلى أواخر الكيمريدجي وأوائل التيتوني منذ حوالي 152 مليون سنة مضت. تم استخراج مئات العظام من قِبل في شرق أفريقيا الألماني بين عامي 1909 و1912. وعلى الرغم من عدم وجود هياكل عظمية كاملة معروفة له، إلا أن البقايا قدمت صورة شبه كاملة عن بنية الحيوان.
طول الكنتروصور البالغ عمومًا كان حوالي 4.5 مترًا (15 قدمًا) ووزنه كان حوالي 1.1 طنًا.

## وصلات خارجية
- Stegosauria from Thescelosaurus.com (Includes details on Kentrosaurus, its junior synonyms, and other material)